# Charlie Scott
Charles Thomas “Charlie” Scott (New York, 15 december 1948) is een voormalig Amerikaans basketballer. Hij won met het Amerikaans basketbalteam de gouden medaille op de Olympische Zomerspelen 1968.
Scott speelde voor het team van de Universiteit van North Carolina te Chapel Hill. In 1970 begon hij bij de Virginia Squires in de American Basketball Association, voordat hij in 1972 tekende voor de Phoenix Suns in de NBA. Tijdens de Olympische Spelen speelde hij 9 wedstrijden, inclusief de finale tegen Joegoslavië. Gedurende deze wedstrijden scoorde hij 72 punten.
In 2018 werd hij opgenomen in de Basketball Hall of Fame. Na zijn carrière als speler was hij werkzaam bij het sportartikelenmerk Champion en het telemarketingbedrijf CTS.
4 John Clawson · 
5 Ken Spain · 
6 Jo Jo White · 
7 Mike Barrett · 
8 Spencer Haywood · 
9 Charlie Scott · 
10 Bill Hosket · 
11 Calvin Fowler · 
12 Mike Silliman · 
13 Glynn Saulters · 
14 Jim King · 
15 Don Dee · 
Coach Hank Iba